# 奧桑鎮區 (阿肯色州亨普斯特德縣)
奧桑鎮區（英語：Ozan Township）是位於美國阿肯色州亨普斯特德縣的一個行政鎮區。

## 地方資料
奧桑鎮區的面積為276.89平方千米，當中陸地面積為276.43平方千米，而水域面積為0.46平方千米。根據2010年美國人口普查的數據，當地共有人口1337人，而人口密度為每平方千米4.83人。